# Acanthopetalum albanicum
Acanthopetalum albanicum är en mångfotingart som först beskrevs av Karl Wilhelm Verhoeff 1932.  Acanthopetalum albanicum ingår i släktet Acanthopetalum och familjen Schizopetalidae. Inga underarter finns listade i Catalogue of Life.